# SDEWES-centeret
SDEWES-centeret  er en ikke-statslig videnskabelig organisation, der hører hjemme på Zagreb Universitet, Kroatien.
SDEWES er en forkortelse af The International Centre for Sustainable Development of Energy, Water and Environment Systems (Det internationale center for bæredygtig udvikling af energi-, vand- og miljøsystemer).

## Mission
SDEWES-centeret arbejder for at forbedre og formidle viden om metoder, politikker og teknologier der øger bæredygtig udvikling ved at adskille vækst fra naturressourcer og erstatte dem med en vidensbaseret økonomi, der tager hensyn til både økonomiske, miljømæssige og sociale elementer. Et af de vigtigste emner i de kommende årtier er at forbedre effektiviteten ved at integrere forskellige livsunderstøttende systemer, for eksempel ved at bruge affald fra et system som en ressource i et andet, og i det mest optimale øjeblik integrere elektricitets-, varme-, kølings-, transport-, vand-, bygnings-, industri-, skovbrugs- og landbrugssystemer.
Centeret organiserer kurser, sommerskole, offentlige forelæsninger, seminarer og workshops til fremme af den bæredygtige udvikling af energi-, vand- og miljøsystemer og tilbyder professionel rådgivning inden for bæredygtighed og måling af bæredygtighed (”sustainability metrics”). Centeret organiserer også en serie af internationale SDEWES-konferencer, hvor forskere kan diskutere problemstillinger inden for bæredygtighed af energi-, vand- og miljøsystemer. Gennem disse handlinger har SDEWES-centeret som mål at tilbyde en forskningsplatform der tilbyder omfattende forsknings- og udviklingsaktiviteter, vurderinger og rådgivning inden for de forskningsområder, der relaterer til bæredygtig udvikling.

## Historie
SDEWES startede som et projekt medfinansieret af CORDIS under EU’s 5. rammeprogram INCO2 i 2002, da den første ”Dubrovnik Conference on Sustainable Development of Energy, Water and Environment Systems” blev organiseret. Partnerne i dette projekt var Zagreb Universitet og Instituto Superior Técnico i Lissabon. Efter afholdelsen af yderligere tre konferencer i 2003, 2005 og 2007 blev SDEWES-centeret etableret i 2009. Siden da er yderligere syv konferencer blevet afholdt i 2009, 2011, 2012, 2013, 2014 og 2015.

## Medlemskab
Ifølge vedtægterne for SDEWES-centeret kan alle personer søge om medlemskab under samme betingelser.

## Konferencer
Indtil 2011 blev SDEWES-konferencen afholdt hvert andet år i Dubrovnik, Kroatien. Fra 2012 blev det en årlig begivenhed med geografisk variation. Hvert andet år afholdes konferencen i Dubrovnik, og i årene imellem på forskellige andre steder.
SDEWES 2012 blev afholdt i Ohrid, og i 2014 foregik konferencen på et krydstogtskib, der sejlede fra Venedig til Istanbul.
I 2014 blev den første regionale SEE SDEWES-konference holdt i Ohrid, Makedonien med fokus på Sydøsteuropa.
I 2015 blev den tiende SDEWES-konference afholdt i Dubrovnik. 510 forskere fra over 60 lande deltog.
I 2016 vil den anden regionale SEE SDEWES-konference blive afholdt i Piran, Slovenien.
Arbejdet præsenteret på konferencen bliver publiceret i videnskabelige tidsskrifter, heriblandt i Journal of Sustainable Development of Energy, Water and Environment Systems.

## Tidsskrift
SDEWES-centeret har publiceret forskning open access i Journal of Sustainable Development of Energy, Water and Environment Systems siden 2013.

## Forskning
SDEWES-centeret udformer forskellige forskningsteams, der deltager i forskningsprojekter. Status i 2015 er, at SDEWES-centeret er involveret i to FP7-projekter, ét Horizon 2020-projekt og ét projekt under European Strategy for Danube Regions (EUSDR) fond START.

## SDEWES Indeks
På linje med målene for SDEWES-centeret er et indeks blevet udviklet til at benchmarke byer i forhold til kvaliteten af deres energi- vand- og miljøsystemer. Indekset er opkaldt efter centeret og består af 7 dimensioner, 35 indikatorer og ca. 20 subindikatorer. P.t. er det anvendt på 58 byer.

## Eksterne kilder og henvisninger
1. ↑  "SDEWES Centre | EAI". Arkiveret fra originalen 18. juni 2015. Hentet 24. november 2015.
2. ↑  "WAAS Divisions & Centers". Arkiveret fra originalen 18. juni 2015. Hentet 24. november 2015.
3. ↑  European Commission : CORDIS : Projects & Results Service : Sustainable development of energy, water and environment systems
4. ↑  JSDEWES - International journal
5. ↑  Project Partners - s2biom.eu
6. ↑  "InnoverEast". Arkiveret fra originalen 18. oktober 2015. Hentet 24. november 2015.
7. ↑  European Commission : CORDIS : Projects & Results Service : Fostering public capacity to plan, finance and manage integrated urban REGeneration for sustainable energy upta...
8. ↑  SDEWES Centre